# 925 Alphonsina
925 Alphonsina eller 1920 GM är en asteroid i huvudbältet, som upptäcktes 13 januari 1920 av den spanske astronomen Josep Comas i Solà vid Observatori Fabra i Barcelona. Den har fått sitt namn efter Alfons X av Kastilien och Alfons XIII av Spanien.
Asteroiden har en diameter på ungefär 57 kilometer.